# محمد زهتاب
محمد زهتاب (۲۸ خرداد ۱۳۰۶ – ۱۵ شهریور ۱۴۰۱) رئیس شورای عالی فنی فدراسیون وزنه‌برداری، داور درجه یک بین‌المللی و همچنین یکی از مدرسان بین‌المللی وزنه‌برداری بود. در سوابق فعالیت محمد زهتاب در عرصه وزنه‌برداری، سرمربیگری تیم ملی، ۲۰ سال دبیری فدراسیون، ۸ سال معاونت دبیرکل وزنه‌برداری آسیا و ریاست کمیته داوران فدراسیون به چشم می‌خورد. او آخرین بازمانده از ورزشکاران ایرانی در بازی‌های المپیک ۱۹۴۸ در تمامی رشته‌ها بود. اردوی این دوره از المپیک با حضور ۸ وزنه‌بردار در تیر ماه ۱۳۲۷ در دانشکده افسری تهران برگزار شد. زهتاب سال‌ها به عنوان دبیر فدراسیون وزنه‌برداری فعالیت داشت و با پنج رئیس فدراسیون کار کرد. به این سوابق باید چندین سال مربیگری و سرمربیگری در تیم ملی را هم اضافه کرد. از جمله شاخصترین دوران فعالیت مربی‌گری محمد زهتاب به حد فاصل سالهای ۱۹۶۴ تا ۱۹۷۰ باید اشاره کرد که ابتدا به عنوان دستیار درکنار رگوفسکی لهستانی در المپیک توکیو حضور داشت و سپس به عنوان سرمربی وزنه‌برداران ملی‌پوش ایران را در بازی‌های آسیایی بانکوک هدایت کرد.
در حاشیه برگزاری رقابت های هفته سوم لیگ وزنه برداری باشگاه های کشور در سال 1386 رئیس فدراسیون وزنه برداری کشورمان به پاس زحمات  زهتاب نشان ویژه IWF را به وی اعطا کرد.
زهتاب با قرار گرفتن در هیئت ژوریِ مسابقات قهرمانی جوانان جهان در لهستان در سال ۲۰۱۵، باعث شد تا ایران، پس از ۱۰ سال، صاحب این کرسی ممتاز داوری در هیئت ژوری مسابقات جهانی شود.

## درگذشت
محمد زهتاب سرانجام صبح سه شنبه ۱۵ شهریور ۱۴۰۱ بدلیل کهولت سن و بیماری ریوی در ۹۵ سالگی درگذشت.